# Yigou
Yigou är en ort i Kina. Den ligger i provinsen Henan, i den centrala delen av landet, omkring 130 kilometer nordost om provinshuvudstaden Zhengzhou.
Runt Yigou är det tätbefolkat, med 613 invånare per kvadratkilometer. Närmaste större samhälle är Hebi, 14,8 km nordväst om Yigou. Trakten runt Yigou består till största delen av jordbruksmark.
Genomsnittlig årsnederbörd är 689 millimeter. Den regnigaste månaden är juli, med i genomsnitt 209 mm nederbörd, och den torraste är januari, med 3 mm nederbörd.